# سهيل سهيمي
سهيل سهيمي (8 يوليو 1992 بسنغافورة - ) هو لاعب كرة قدم سنغافوري في مركز الهجوم. شارك مع منتخب سنغافورة لكرة القدم. أما مع النوادي، فقد لعب مع ليونز تويلف ونادي غيلانغ إنترناشونال ويانج لايونز.

## روابط خارجية
- سهيل سهيمي على موقع قاعدة بيانات كرة القدم.إي يو (الإنجليزية)
- سهيل سهيمي على موقع ناشيونال فوتبول تيمز (الإنجليزية)
- سهيل سهيمي على موقع Soccerway.com (الإنجليزية)